# Herb obwodu lwowskiego
Herbem obwodu lwowskiego jest w polu błękitnym lew złoty w złotej koronie, wspinający się przednimi łapami na skałę. Herb ten nawiązuje do herbu województwa ruskiego.
Herb przyjęty w 2001 roku.